# Ellen Foley
Ellen Foley (Saint Louis, 5 giugno 1951) è una cantante e attrice statunitense.
Ha pubblicato tre album, ma è conosciuta soprattutto per la sua collaborazione con Meat Loaf.

## Carriera

### Carriera musicale
Debuttò nel 1979 con l'album Nightout, che risultò poi essere il suo migliore. Prodotto da Ian Hunter e Mick Ronson, l'album evoca la musica dei gruppi femminili degli anni sessanta. I successivi due album si intitolano Spirit of St. Louis e Another Breath.
Il suo primo successo musicale fu il duetto con Meat Loaf in Paradise by the Dashboard Light nell'album del 1977 Bat Out of Hell. Nel video, l'attrice Karla DeVito mima la voce di Ellen Foley.
Foley può essere ascoltata nell'album dei Clash Sandinista!, nella canzone Hitsville UK. Tutti e quattro i membri dei Clash apparvero poi nell'album The Spirit of St. Louis, e Mick Jones e Joe Strummer collaborarono alla stesura di diverse canzoni dell'album. L'hit dei Clash Should I Stay or Should I Go, scritta e cantata da Mick Jones, dall'album Combat Rock, parla della turbolenta relazione che intercorreva tra lui e la Foley all'epoca.
Ellen Foley registrò anche un memorabile duetto nel 1980 con Ian Hunter, in We Gotta Get Out Of Here. Ellen Foley fu anche la prima cantante dei Pandora's Box, band creata da Jim Steinman nel 1989. Il loro album, Original Sin, fu il primo a contenere la canzone It's All Coming Back to Me Now, in quell'album cantata da Elaine Caswell, in seguito incisa anche da Céline Dion nel 1996 e da Meat Loaf con Marion Raven nel 2006.
Ellen Foley è sposata con lo scrittore Doug Bernstein. La coppia vive a Manhattan con i loro due figli, Timothy e Henry.

### Carriera da attrice
Elle Foley continua sia la sua carriera da cantante che quella da attrice. È apparsa in diversi spettacoli a Broadway, come in Me and My Girl e nella riproposizione di Hair, e fuori da Broadway in Beehive.
Nel 1986 ha interpretato il ruolo della strega nella produzione originale del musical Into the Woods di Stephen Sondheim all'Old Globe Theater di San Diego, ruolo che inizialmente avrebbe dovuto sostenere anche a Broadway, dove invece venne sostituita da Bernadette Peters, riprendendo tuttavia nuovamente il personaggio nel 1989 e interpretandolo anche durante la serata di chiusura dello spettacolo, il 3 settembre di quello stesso anno.
Il suo ruolo televisivo più famoso è stato quello di Billie Young in Giudice di notte, interpretato per una stagione, dopo la quale fu sostituita da Markie Post. Ha avuto parti nell'adattamento cinematografico diretto da Miloš Forman del musical Hair, così come in Cocktail, Attrazione fatale e Una vedova allegra... ma non troppo.

## Discografia
- 1979 – Nightout
- 1981 – Spirit of St. Louis
- 1983 – Another Breath
- 2021 – Fighting Words

## Filmografia parziale

### Cinema
- Hair, regia di Miloš Forman (1979)
- Tootsie, regia di Sydney Pollack (1982)
- Attrazione fatale (Fatal Attraction), regia di Adrian Lyne (1987)
- Cocktail, regia di Roger Donaldson (1988)
- Una vedova allegra... ma non troppo (Married to the Mob), regia di Jonathan Demme (1988)
- Destini incrociati (Random Hearts), regia di Sydney Pollack (1999)

### Televisione
- Giudice di notte (Night Court) - serie TV, 19 episodi (1984-1985)